# 大鱗短線脂鯉
大鱗短線脂鯉（学名：Curimatopsis macrolepis），為輻鰭魚綱脂鯉目脂鯉亞目無齒脂鯉科的其中一個種，分布於南美洲亞馬遜河及奧里諾科河流域，體長可達6公分，棲息在河川底中層水域，生活習性不明，可作為食用魚及觀賞魚。